# Paul Vestey, 3. Baronet

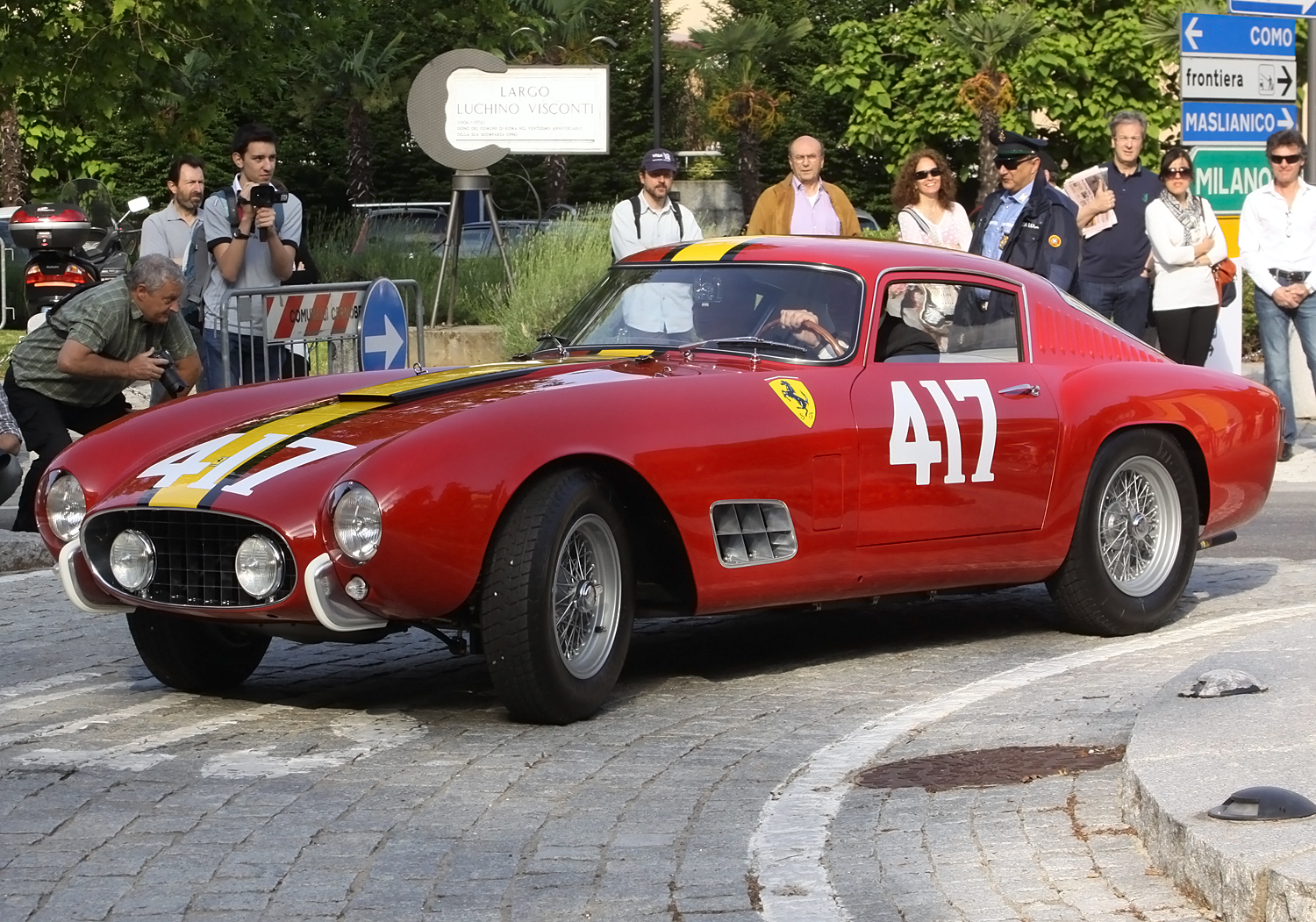
Zwei Ferrari die sich im Besitz von Paul Vestey befinden: Ein Ferrari 250 GT Tour de France...

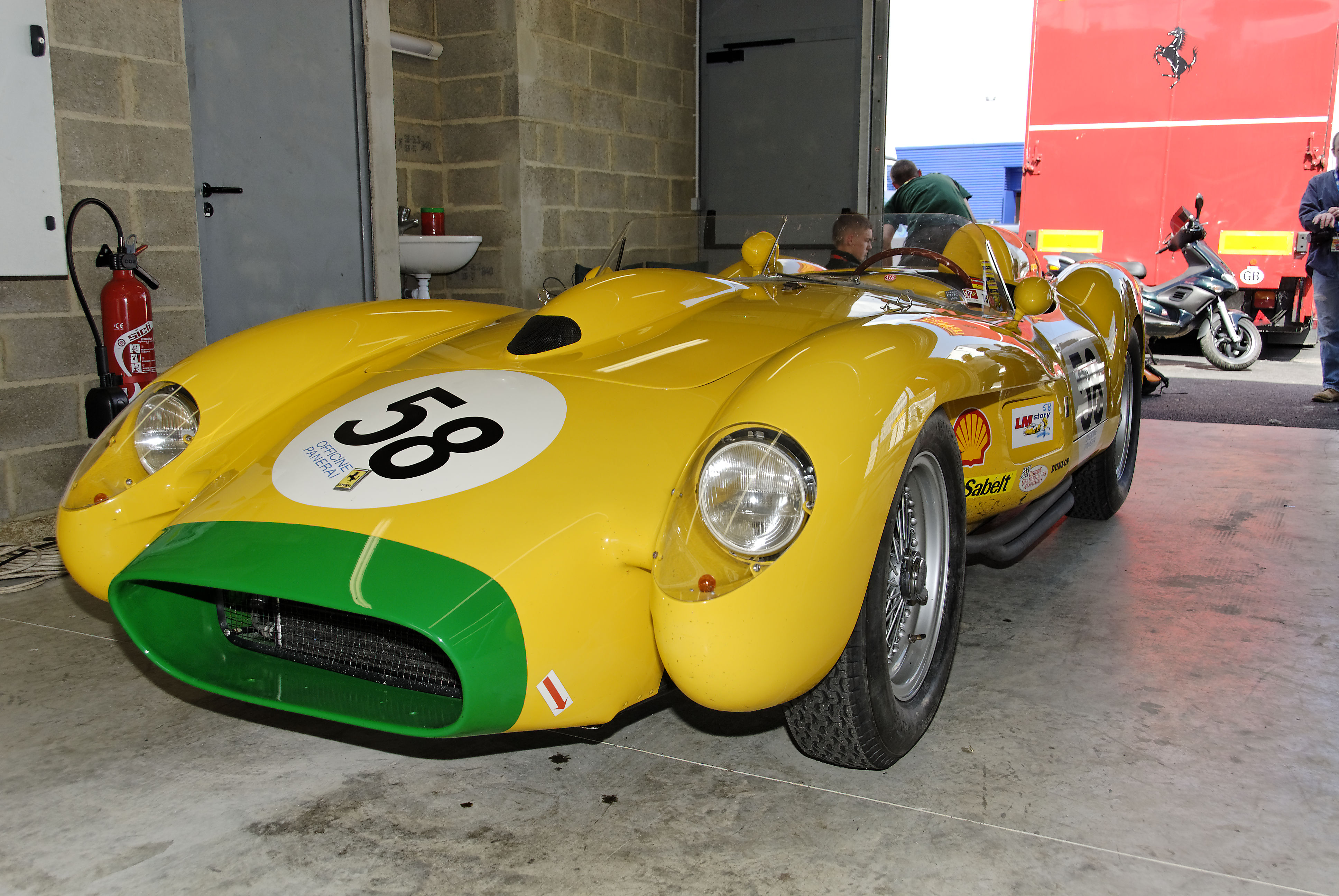
...und ein Ferrari 250 Testa Rossa

Sir Paul Edmund Vestey, 3. Baronet (* 15. Februar 1944) ist ein britischer Adeliger, Geschäftsmann und ehemaliger Autorennfahrer.

## Familie
Er ist der Sohn von Sir John Derek Vestey, 2. Baronet und dessen Frau Phyllis Irene Brewer. Paul Edmund Vestey selbst ist seit 1971 mit Victoria Anne Scudamore Salter verheiratet und Vater dreier Töchter. 2005 erbte er von seinem Vater den Adelstitel Vestey Baronet, of Shirley in the County of Surrey, der am 27. Juni 1921 seinem Urgroßvater verliehen worden war.
Er ist ein Cousin dritten Grades von Samuel Vestey, 3. Baron Vestey, der Hofbeamter und Chairman der Vestey Group ist. An dem Mischkonzern, zu dem unter anderem ein Lebensmittelunternehmen gehört, hält auch Paul Vestey erhebliche Anteile. Vestey ist sehr vermögend und gehört zu den 100 reichsten Personen Großbritanniens.

## Automobilsammlung
Paul Vestey besitzt wertvolle Automobile der Marken Ferrari (unter anderen 250 GTO und 275 GTB), AC Cobra und Lola. Ein in seinem Besitz befindlicher Ferrari 375MM Berlinetta wurde 2013 für 8,4 Millionen Pfund Sterling verkauft.

## Karriere als Rennfahrer
Zwischen 1965 und 1972 war Paul Vestey als Herrenfahrer bei GT- und Sportwagenrennen aktiv. 1966 wurde er Gesamtsechster beim 1000-km-Rennen von Paris und 1969 Neunter beim 1000-km-Rennen von Spa-Francorchamps. Dreimal ging er beim 24-Stunden-Rennen von Le Mans an den Start, wo seine beste Platzierung im Schlussklassement der 12. Rang 1971 war.

## Statistik

### Le-Mans-Ergebnisse
| Jahr | Team                              | Fahrzeug       | Teamkollege  | Platzierung | Ausfallgrund    |
| ---- | --------------------------------- | -------------- | ------------ | ----------- | --------------- |
| 1968 | Paul Vestey                       | Ferrari 250LM  | Roy Pike     | Ausfall     | Getriebeschaden |
| 1969 | Peter Sadler                      | Ford GT40 Mk.I | Peter Sadler | Ausfall     | Elektrik        |
| 1971 | The Paul Watson Race Organisation | Porsche 911S   | Richard Bond | Rang 12     |                 |

### Einzelergebnisse in der Sportwagen-Weltmeisterschaft
| Saison | Team                                                        | Rennwagen              | 1   | 2   | 3   | 4   | 5   | 6   | 7   | 8   | 9   | 10  | 11  | 12  | 13  | 14  |
| ------ | ----------------------------------------------------------- | ---------------------- | --- | --- | --- | --- | --- | --- | --- | --- | --- | --- | --- | --- | --- | --- |
| 1966   |                                                             | Porsche 911            | DAY | SEB | MON | TAR | SPA | NÜR | LEM | MUG | CCE | HOK | SIM | NÜR | ZEL |     |
| 1966   |                                                             | Porsche 911            |     |     |     |     | 24  |     |     |     |     |     |     |     |     |     |
| 1967   | Paul Vestey                                                 | Ferrari 275 GTB        | DAY | SEB | MON | SPA | TAR | NÜR | LEM | HOK | MUG | BRH | CCE | ZEL | OVI | NÜR |
| 1967   | Paul Vestey                                                 | Ferrari 275 GTB        |     |     | 14  |     |     | DNF |     |     | DNF |     |     |     |     |     |
| 1968   | Paul Vestey                                                 | Ferrari 250LM          | DAY | SEB | BRH | MON | TAR | NÜR | SPA | WAT | ZEL | LEM |     |     |     |     |
| 1968   | Paul Vestey                                                 | Ferrari 250LM          | DNF |     | 15  | 20  | DNF |     |     |     |     | DNF |     |     |     |     |
| 1969   | Peter Sadler                                                | Ford GT40              | DAY | SEB | BRH | MON | TAR | SPA | NÜR | LEM | WAT | ZEL |     |     |     |     |
| 1969   | Peter Sadler                                                | Ford GT40              |     |     | 11  | DNF |     | 9   |     | DNF |     |     |     |     |     |     |
| 1970   | Road & Racing Accessories Paul Vestey Worcestershire Racing | Porsche 910 Chevron B8 | DAY | SEB | BRH | MON | TAR | SPA | NÜR | LEM | WAT | ZEL |     |     |     |     |
| 1970   | Road & Racing Accessories Paul Vestey Worcestershire Racing | Porsche 910 Chevron B8 |     |     | DNF |     |     | 14  | 30  |     |     |     |     |     |     |     |
| 1971   | Watson Race Organisation                                    | Porsche 911            | BUA | DAY | SEB | BRH | MON | SPA | TAR | NÜR | LEM | ZEL | WAT |     |     |     |
| 1971   | Watson Race Organisation                                    | Porsche 911            |     |     |     |     |     | 12  |     |     |     |     |     |     |     |     |